# 음력 12월 18일
음력 12월 18일은 음력 12월의 18번째 날이다.

## 사건
- 1811년 - 조선 평안도 가산군에서 홍경래의 난 발발.

## 문화
- 2005년 - 대한민국 중부권 신당 국민중심당 창당.

## 탄생
- 2004년 - 대한민국의 양궁 선수 남수현.

## 같이 보기
- 음력 360일: 1월 2월 3월 4월 5월 6월 7월 8월 9월 10월 11월 12월
- 전날:12월 17일 다음날:12월 19일 - 전달:11월 18일 다음달:1월 18일
- 양력:12월 18일
- 음력, 윤달